# Klaus Wegner (Politiker)
Klaus Wegner (* 3. Mai 1930 in Stettin; † unbekannt) ist ein deutscher Schlosser und früherer Volkskammerabgeordneter für den Freien Deutschen Gewerkschaftsbund (FDGB).

## Leben
Wegner ist als Sohn eines Schlossers in Stettin geboren worden und musste 1946 mit den Eltern seine Heimat in der preußischen Provinz Pommern verlassen. Sie wurden im Kreis Templin in der Sowjetischen Besatzungszone (SBZ) angesiedelt. Nachdem er in Stettin die Volksschule besucht hatte, nahm er in der SBZ eine Lehre zum Schlosser auf. Später bildete er sich an einer innerbetrieblichen Meisterschule weiter und besuchte die Fachschule für Schwermaschinenbau. Er wurde in Eberswalde Kolonnenführer und stellvertretender Schichtleiter, ab 1950 Schichtmeister und Abteilungsmeister, zuletzt Obermeister beim Volkseigenen Betrieb (VEB) Kranbau Eberswalde (frühere Ardelt-Werke GmbH).

## Politik
Er wurde Mitglied des nach dem Zweiten Weltkrieg in der Sowjetischen Besatzungszone gegründeten FDGB und wurde in die Betriebsgewerkschaftsleitung (BGL) gewählt. Außerdem wurde Wegner Vorsitzender der Arbeitsschutzkommission beim Kranbau Eberswalde. Später wurde er auch Mitglied der Sozialistischen Einheitspartei Deutschlands (SED).
In der Wahlperiode von 1954 bis 1958 war er Mitglied der FDGB-Fraktion der Volkskammer der DDR. In der 3. Wahlperiode ab 1958 trat er nicht erneut als Kandidat der Nationalen Front an, sondern konzentrierte sich auf seine Tätigkeit beim VEB Kranbau Eberswalde.